# Justice World Tour
Il Justice World Tour è il quarto tour di concerti del cantautore canadese Justin Bieber, a supporto dei suoi quinto e sesto album in studio Changes (2020) e Justice (2021).

## Scaletta
Questa scaletta rappresenta quella del concerto del 18 febbraio 2022 a San Diego. Non è, pertanto, rappresentativa per tutti gli spettacoli del tour.
1. Somebody
2. Hold On
3. Deserve You
4. Holy
5. Where Are Ü Now
6. What Do You Mean?
7. Yummy
8. Changes
9. Love Yourself
10. Off My Face
11. Confident
12. All That Matters
13. Don't Go
14. Sorry
15. Love You Different
16. As I Am
17. Ghost
18. Lonely
19. 2 Much
20. Intentions
21. Boyfriend
22. Baby
23. Peaches
24. Anyone

## Date del tour
| Data             | Città             | Stato        | Luogo                                    | Artisti d'apertura               | Biglietti venduti / Biglietti disponibili | Incasso      |
| Nord America     | Nord America      | Nord America | Nord America                             | Nord America                     | Nord America                              | Nord America |
| ---------------- | ----------------- | ------------ | ---------------------------------------- | -------------------------------- | ----------------------------------------- | ------------ |
| 18 febbraio 2022 | San Diego         | Stati Uniti  | Pechanga Arena San Diego                 | Jaden Smith Eddie Benjamin ¿Téo? | N.D.                                      | N.D.         |
| 28 febbraio 2022 | San Jose          | Stati Uniti  | SAP Center                               | Jaden Smith Eddie Benjamin ¿Téo? | N.D.                                      | N.D.         |
| 2 marzo 2022     | San Jose          | Stati Uniti  | SAP Center                               | Jaden Smith Eddie Benjamin ¿Téo? | N.D.                                      | N.D.         |
| 4 marzo 2022     | Sacramento        | Stati Uniti  | Golden 1 Center                          | Jaden Smith Eddie Benjamin ¿Téo? | N.D.                                      | N.D.         |
| 7 marzo 2022     | Los Angeles       | Stati Uniti  | Staples Center                           | Jaden Smith Eddie Benjamin ¿Téo? | N.D.                                      | N.D.         |
| 8 marzo 2022     | Los Angeles       | Stati Uniti  | Staples Center                           | Jaden Smith Eddie Benjamin ¿Téo? | N.D.                                      | N.D.         |
| 11 marzo 2022    | Portland          | Stati Uniti  | Moda Center                              | Jaden Smith Eddie Benjamin ¿Téo? | N.D.                                      | N.D.         |
| 13 marzo 2022    | Salt Lake City    | Stati Uniti  | Vivint Arena                             | Jaden Smith Eddie Benjamin ¿Téo? | N.D.                                      | N.D.         |
| 16 marzo 2022    | Denver            | Stati Uniti  | Ball Arena                               | Jaden Smith Eddie Benjamin ¿Téo? | N.D.                                      | N.D.         |
| 18 marzo 2022    | Tulsa             | Stati Uniti  | BOK Center                               | Jaden Smith Eddie Benjamin ¿Téo? | N.D.                                      | N.D.         |
| 21 marzo 2022    | Atlanta           | Stati Uniti  | State Farm Arena                         | Jaden Smith Eddie Benjamin ¿Téo? | N.D.                                      | N.D.         |
| 22 marzo 2022    | Atlanta           | Stati Uniti  | State Farm Arena                         | Jaden Smith Eddie Benjamin ¿Téo? | N.D.                                      | N.D.         |
| 25 marzo 2022    | Toronto           | Canada       | Scotiabank Arena                         | Jaden Smith Eddie Benjamin ¿Téo? | N.D.                                      | N.D.         |
| 27 marzo 2022    | Ottawa            | Canada       | Canadian Tire Centre                     | Jaden Smith Eddie Benjamin ¿Téo? | N.D.                                      | N.D.         |
| 29 marzo 2022    | Montréal          | Canada       | Bell Centre                              | Jaden Smith Eddie Benjamin ¿Téo? | N.D.                                      | N.D.         |
| 31 marzo 2022    | Newark            | Stati Uniti  | Prudential Center                        | Jaden Smith Eddie Benjamin ¿Téo? | N.D.                                      | N.D.         |
| 2 aprile 2022    | Pittsburgh        | Stati Uniti  | PPG Paints Arena                         | Jaden Smith Eddie Benjamin ¿Téo? | N.D.                                      | N.D.         |
| 5 aprile 2022    | Greensboro        | Stati Uniti  | Greensboro Coliseum Complex              | Jaden Smith Eddie Benjamin ¿Téo? | N.D.                                      | N.D.         |
| 7 aprile 2022    | Jacksonville      | Stati Uniti  | Jacksonville Veterans Memorial Arena     | Jaden Smith Eddie Benjamin ¿Téo? | N.D.                                      | N.D.         |
| 9 aprile 2022    | Tampa             | Stati Uniti  | Amalie Arena                             | Jaden Smith Eddie Benjamin ¿Téo? | N.D.                                      | N.D.         |
| 11 aprile 2022   | Orlando           | Stati Uniti  | Amway Center                             | Jaden Smith Eddie Benjamin ¿Téo? | N.D.                                      | N.D.         |
| 13 aprile 2022   | Miami             | Stati Uniti  | American Airlines Arena                  | Jaden Smith Eddie Benjamin ¿Téo? | N.D.                                      | N.D.         |
| 19 aprile 2022   | Cincinnati        | Stati Uniti  | Heritage Bank Center                     | Jaden Smith Eddie Benjamin ¿Téo? | N.D.                                      | N.D.         |
| 21 aprile 2022   | Indianapolis      | Stati Uniti  | Bankers Life Fieldhouse                  | Jaden Smith Eddie Benjamin ¿Téo? | N.D.                                      | N.D.         |
| 24 aprile 2022   | Des Moines        | Stati Uniti  | Wells Fargo Arena                        | Jaden Smith Eddie Benjamin ¿Téo? | N.D.                                      | N.D.         |
| 27 aprile 2022   | Austin            | Stati Uniti  | Moody Center                             | Jaden Smith Eddie Benjamin ¿Téo? | N.D.                                      | N.D.         |
| 29 aprile 2022   | Houston           | Stati Uniti  | Toyota Center                            | Jaden Smith Eddie Benjamin ¿Téo? | N.D.                                      | N.D.         |
| 1º maggio 2022   | Dallas            | Stati Uniti  | American Airlines Center                 | Jaden Smith Eddie Benjamin ¿Téo? | N.D.                                      | N.D.         |
| 4 maggio 2022    | Kansas City       | Stati Uniti  | T-Mobile Center                          | Jaden Smith Eddie Benjamin ¿Téo? | N.D.                                      | N.D.         |
| 6 maggio 2022    | Minneapolis       | Stati Uniti  | Target Center                            | Jaden Smith Eddie Benjamin ¿Téo? | N.D.                                      | N.D.         |
| 9 maggio 2022    | Chicago           | Stati Uniti  | United Center                            | Jaden Smith Eddie Benjamin ¿Téo? | N.D.                                      | N.D.         |
| 10 maggio 2022   | Chicago           | Stati Uniti  | United Center                            | Jaden Smith Eddie Benjamin ¿Téo? | N.D.                                      | N.D.         |
| 12 maggio 2022   | Grand Rapids      | Stati Uniti  | Van Andel Arena                          | Jaden Smith Eddie Benjamin ¿Téo? | N.D.                                      | N.D.         |
| 14 maggio 2022   | Buffalo           | Stati Uniti  | KeyBank Center                           | Jaden Smith Eddie Benjamin ¿Téo? | N.D.                                      | N.D.         |
| 16 maggio 2022   | Columbus          | Stati Uniti  | Schottenstein Center                     | Jaden Smith Eddie Benjamin ¿Téo? | N.D.                                      | N.D.         |
| 18 maggio 2022   | Nashville         | Stati Uniti  | Bridgestone Arena                        | Jaden Smith Eddie Benjamin ¿Téo? | N.D.                                      | N.D.         |
| 22 maggio 2022   | Monterrey         | Messico      | Estadio de Béisbol Monterrey             | Eddie Benjamin ¿Téo?             | N.D.                                      | N.D.         |
| 25 maggio 2022   | Città del Messico | Messico      | Foro Sol                                 | Eddie Benjamin ¿Téo?             | N.D.                                      | N.D.         |
| 26 maggio 2022   | Città del Messico | Messico      | Foro Sol                                 | Eddie Benjamin ¿Téo?             | N.D.                                      | N.D.         |
| 28 maggio 2022   | Guadalajara       | Messico      | Stadio 3 marzo                           | Eddie Benjamin ¿Téo?             | N.D.                                      | N.D.         |
| 3 giugno 2022    | New York          | Stati Uniti  | Barclays Center                          | Jaden Smith Harry Hudson ¿Téo?   | N.D.                                      | N.D.         |
| 5 giugno 2022    | Detroit           | Stati Uniti  | Little Caesars Arena                     | Jaden Smith Harry Hudson ¿Téo?   | N.D.                                      | N.D.         |
| Europa           |                   |              |                                          |                                  |                                           |              |
| 31 luglio 2022   | Lucca             | Italia       | Piazza Napoleone (Lucca Summer Festival) | N.D.                             | N.D.                                      | N.D.         |
| 3 agosto 2022    | Skanderborg       | Danimarca    | Dyrehaven                                | N.D.                             | N.D.                                      | N.D.         |
| 5 agosto 2022    | Malmö             | Svezia       | Pildammsparken                           | N.D.                             | N.D.                                      | N.D.         |
| 7 agosto 2022    | Trondheim         | Norvegia     | Leangen Travbane                         | N.D.                             | N.D.                                      | N.D.         |
| 9 agosto 2022    | Helsinki          | Finlandia    | Kaisaniemi Park                          | N.D.                             | N.D.                                      | N.D.         |
| 12 agosto 2022   | Budapest          | Ungheria     | Isola Hajógyári                          | N.D.                             | N.D.                                      | N.D.         |
| Sud America      |                   |              |                                          |                                  |                                           |              |
| 4 settembre 2022 | Rio de Janeiro    | Brasile      | Parco olimpico di Rio de Janeiro         | N.D.                             | N.D.                                      | N.D.         |

## Cancellazioni
| Data              | Città                | Stato           | Luogo                                      | Causa                           |
| ----------------- | -------------------- | --------------- | ------------------------------------------ | ------------------------------- |
| 26 febbraio 2022  | Tacoma               | Stati Uniti     | Tacoma Dome                                | Positività al COVID-19          |
| 7 giugno 2022     | Toronto              | Canada          | Scotiabank Arena                           | Sindrome di Ramsay Hunt tipo II |
| 8 giugno 2022     | Toronto              | Canada          | Scotiabank Arena                           | Sindrome di Ramsay Hunt tipo II |
| 10 giugno 2022    | Washington           | Stati Uniti     | Capital One Arena                          | Sindrome di Ramsay Hunt tipo II |
| 13 giugno 2022    | New York             | Stati Uniti     | Madison Square Garden                      | Sindrome di Ramsay Hunt tipo II |
| 14 giugno 2022    | New York             | Stati Uniti     | Madison Square Garden                      | Sindrome di Ramsay Hunt tipo II |
| 16 giugno 2022    | Filadelfia           | Stati Uniti     | Wells Fargo Center                         | Sindrome di Ramsay Hunt tipo II |
| 18 giugno 2022    | Uncasville           | Stati Uniti     | Mohegan Sun Arena                          | Sindrome di Ramsay Hunt tipo II |
| 20 giugno 2022    | Boston               | Stati Uniti     | TD Garden                                  | Sindrome di Ramsay Hunt tipo II |
| 23 giugno 2022    | St. Louis            | Stati Uniti     | Enterprise Center                          | Sindrome di Ramsay Hunt tipo II |
| 24 giugno 2022    | Milwaukee            | Stati Uniti     | American Family Insurance Amphitheater     | Sindrome di Ramsay Hunt tipo II |
| 28 giugno 2022    | Las Vegas            | Stati Uniti     | T-Mobile Arena                             | Sindrome di Ramsay Hunt tipo II |
| 30 giugno 2022    | Glendale             | Stati Uniti     | Gila River Arena                           | Sindrome di Ramsay Hunt tipo II |
| 2 luglio 2022     | Inglewood            | Stati Uniti     | The Forum                                  | Sindrome di Ramsay Hunt tipo II |
| 3 luglio 2022     | Inglewood            | Stati Uniti     | The Forum                                  | Sindrome di Ramsay Hunt tipo II |
| 7 settembre 2022  | Santiago del Cile    | Cile            | Estadio Nacional                           | Sindrome di Ramsay Hunt tipo II |
| 10 settembre 2022 | La Plata             | Argentina       | Estadio Ciudad de La Plata                 | Sindrome di Ramsay Hunt tipo II |
| 11 settembre 2022 | La Plata             | Argentina       | Estadio Ciudad de La Plata                 | Sindrome di Ramsay Hunt tipo II |
| 14 settembre 2022 | San Paolo            | Brasile         | Allianz Parque                             | Sindrome di Ramsay Hunt tipo II |
| 15 settembre 2022 | San Paolo            | Brasile         | Allianz Parque                             | Sindrome di Ramsay Hunt tipo II |
| 28 settembre 2022 | Città del Capo       | Sudafrica       | Cape Town Stadium                          | Sindrome di Ramsay Hunt tipo II |
| 1º ottobre 2022   | Johannesburg         | Sudafrica       | FNB Stadium                                | Sindrome di Ramsay Hunt tipo II |
| 5 ottobre 2022    | Bahrein              | Bahrein         | Al Dana Amphitheatre                       | Sindrome di Ramsay Hunt tipo II |
| 8 ottobre 2022    | Dubai                | Emirati Arabi   | Coca-Cola Arena                            | Sindrome di Ramsay Hunt tipo II |
| 9 ottobre 2022    | Dubai                | Emirati Arabi   | Coca-Cola Arena                            | Sindrome di Ramsay Hunt tipo II |
| 13 ottobre 2022   | Tel Aviv             | Israele         | Yarkon Park                                | Sindrome di Ramsay Hunt tipo II |
| 18 ottobre 2022   | Delhi                | India           | Jawaharlal Nehru Stadium                   | Sindrome di Ramsay Hunt tipo II |
| 22 ottobre 2022   | Kuala Lumpur         | Malaysia        | Stadio nazionale di Bukit Jalil            | Sindrome di Ramsay Hunt tipo II |
| 25 ottobre 2022   | Singapore            | Singapore       | Stadio nazionale di Singapore              | Sindrome di Ramsay Hunt tipo II |
| 29 ottobre 2022   | Manila               | Filippine       | Cultural Center of the Philippines Complex | Sindrome di Ramsay Hunt tipo II |
| 2 novembre 2022   | Giacarta             | Indonesia       | Stadio Gelora Bung Karno Madya             | Sindrome di Ramsay Hunt tipo II |
| 3 novembre 2022   | Giacarta             | Indonesia       | Stadio Gelora Bung Karno Madya             | Sindrome di Ramsay Hunt tipo II |
| 6 novembre 2022   | Bangkok              | Thailandia      | Stadio Rajamangala                         | Sindrome di Ramsay Hunt tipo II |
| 9 novembre 2022   | Nagoya               | Giappone        | Nagoya Dome                                | Sindrome di Ramsay Hunt tipo II |
| 12 novembre 2022  | Osaka                | Giappone        | Osaka Dome                                 | Sindrome di Ramsay Hunt tipo II |
| 13 novembre 2022  | Osaka                | Giappone        | Osaka Dome                                 | Sindrome di Ramsay Hunt tipo II |
| 16 novembre 2022  | Tokyo                | Giappone        | Tokyo Dome                                 | Sindrome di Ramsay Hunt tipo II |
| 17 novembre 2022  | Tokyo                | Giappone        | Tokyo Dome                                 | Sindrome di Ramsay Hunt tipo II |
| 22 novembre 2022  | Perth                | Australia       | NIB Stadium                                | Sindrome di Ramsay Hunt tipo II |
| 26 novembre 2022  | Melbourne            | Australia       | Marvel Stadium                             | Sindrome di Ramsay Hunt tipo II |
| 29 novembre 2022  | Sydney               | Australia       | Sydney Football Stadium                    | Sindrome di Ramsay Hunt tipo II |
| 30 novembre 2022  | Sydney               | Australia       | Sydney Football Stadium                    | Sindrome di Ramsay Hunt tipo II |
| 3 dicembre 2022   | Brisbane             | Australia       | Suncorp Stadium                            | Sindrome di Ramsay Hunt tipo II |
| 7 dicembre 2022   | Auckland             | Nuova Zelanda   | Mount Smart Stadium                        | Sindrome di Ramsay Hunt tipo II |
| 11 gennaio 2023   | Amsterdam            | Paesi Bassi     | Ziggo Dome                                 | Sindrome di Ramsay Hunt tipo II |
| 13 gennaio 2023   | Amsterdam            | Paesi Bassi     | Ziggo Dome                                 | Sindrome di Ramsay Hunt tipo II |
| 14 gennaio 2023   | Amsterdam            | Paesi Bassi     | Ziggo Dome                                 | Sindrome di Ramsay Hunt tipo II |
| 16 gennaio 2023   | Amburgo              | Germania        | Barclays Arena                             | Sindrome di Ramsay Hunt tipo II |
| 18 gennaio 2023   | Zurigo               | Svizzera        | Hallenstadion                              | Sindrome di Ramsay Hunt tipo II |
| 21 gennaio 2023   | Lisbona              | Portogallo      | Altice Arena                               | Sindrome di Ramsay Hunt tipo II |
| 23 gennaio 2023   | Madrid               | Spagna          | WiZink Center                              | Sindrome di Ramsay Hunt tipo II |
| 25 gennaio 2023   | Barcellona           | Spagna          | Palau Sant Jordi                           | Sindrome di Ramsay Hunt tipo II |
| 27 gennaio 2023   | Bologna              | Italia          | Unipol Arena                               | Sindrome di Ramsay Hunt tipo II |
| 28 gennaio 2023   | Bologna              | Italia          | Unipol Arena                               | Sindrome di Ramsay Hunt tipo II |
| 31 gennaio 2023   | Colonia              | Germania        | Lanxess Arena                              | Sindrome di Ramsay Hunt tipo II |
| 2 febbraio 2023   | Francoforte sul Meno | Germania        | Festhalle Messe Frankfurt GmbH             | Sindrome di Ramsay Hunt tipo II |
| 4 febbraio 2023   | Berlino              | Germania        | Mercedes-Benz Arena                        | Sindrome di Ramsay Hunt tipo II |
| 8 febbraio 2023   | Glasgow              | Regno Unito     | The SSE Hydro                              | Sindrome di Ramsay Hunt tipo II |
| 11 febbraio 2023  | Aberdeen             | Regno Unito     | P&J Live                                   | Sindrome di Ramsay Hunt tipo II |
| 13 febbraio 2023  | Londra               | Regno Unito     | The O2 Arena                               | Sindrome di Ramsay Hunt tipo II |
| 14 febbraio 2023  | Londra               | Regno Unito     | The O2 Arena                               | Sindrome di Ramsay Hunt tipo II |
| 16 febbraio 2023  | Londra               | Regno Unito     | The O2 Arena                               | Sindrome di Ramsay Hunt tipo II |
| 17 febbraio 2023  | Londra               | Regno Unito     | The O2 Arena                               | Sindrome di Ramsay Hunt tipo II |
| 22 febbraio 2023  | Birmingham           | Regno Unito     | Resorts World Arena                        | Sindrome di Ramsay Hunt tipo II |
| 23 febbraio 2023  | Birmingham           | Regno Unito     | Resorts World Arena                        | Sindrome di Ramsay Hunt tipo II |
| 25 febbraio 2023  | Manchester           | Regno Unito     | AO Arena                                   | Sindrome di Ramsay Hunt tipo II |
| 26 febbraio 2023  | Sheffield            | Regno Unito     | FlyDSA Arena                               | Sindrome di Ramsay Hunt tipo II |
| 28 febbraio 2023  | Dublino              | Irlanda         | 3Arena                                     | Sindrome di Ramsay Hunt tipo II |
| 2 marzo 2023      | Dublino              | Irlanda         | 3Arena                                     | Sindrome di Ramsay Hunt tipo II |
| 4 marzo 2023      | Manchester           | Regno Unito     | AO Arena                                   | Sindrome di Ramsay Hunt tipo II |
| 6 marzo 2023      | Parigi               | Francia         | Accor Arena                                | Sindrome di Ramsay Hunt tipo II |
| 7 marzo 2023      | Parigi               | Francia         | Accor Arena                                | Sindrome di Ramsay Hunt tipo II |
| 9 marzo 2023      | Monaco di Baviera    | Germania        | Olympiahalle                               | Sindrome di Ramsay Hunt tipo II |
| 11 marzo 2023     | Budapest             | Ungheria        | Budapest Sports Arena                      | Sindrome di Ramsay Hunt tipo II |
| 12 marzo 2023     | Praga                | Repubblica Ceca | O2 Arena                                   | Sindrome di Ramsay Hunt tipo II |
| 15 marzo 2023     | Stoccolma            | Svezia          | Tele2 Arena                                | Sindrome di Ramsay Hunt tipo II |
| 17 marzo 2023     | Copenaghen           | Danimarca       | Royal Arena                                | Sindrome di Ramsay Hunt tipo II |
| 18 marzo 2023     | Copenaghen           | Danimarca       | Royal Arena                                | Sindrome di Ramsay Hunt tipo II |
| 20 marzo 2023     | Anversa              | Belgio          | Sportpaleis                                | Sindrome di Ramsay Hunt tipo II |
| 21 marzo 2023     | Anversa              | Belgio          | Sportpaleis                                | Sindrome di Ramsay Hunt tipo II |
| 24 marzo 2023     | Vienna               | Austria         | Wiener Stadthalle                          | Sindrome di Ramsay Hunt tipo II |
| 25 marzo 2023     | Cracovia             | Polonia         | Tauron Arena                               | Sindrome di Ramsay Hunt tipo II |